# Kloster Münsterappel
Das Kloster Münsterappel (lateinisch Monasterium Appulae) ist ein ehemaliges Benediktiner-Kloster am Appelbach in Münsterappel.

## Geschichte
Der letzte römisch-deutsche Kaiser aus dem Geschlecht der Karolinger, der ostfränkische König Arnulf von Kärnten, schenkte 893 das Land am Appelbach an die Trierer Benediktinerabtei St. Maximin. In der Folge wurde der Klosterhof am Appelbach als Propstei errichtet. Die Geschichte berichtet, dass im Jahre 1303, also zur Zeit der Regentschaft von Wildgraf Konrad IV. († 1309) die Vogtei an die Wildgrafen von Dhaun und Grumbach übertragen wurde. Mit dem Aussterben der Wildgrafen fiel die Vogtei an die Rheingrafen.
Der älteste Nachweis – Nachricht im Pfarrbuch – über den Neubau einer Kirche stammt aus dem Jahr 1344 aus der Zeit des Rheingrafen Johann II. vom Stein (1333–1383). Von diesem Bau ist nichts erhalten.
Als Propstei war das Kloster kirchliches Mittelzentrum auch für das Alsenztal. 1401 unterstanden dem Kloster als Landkapitel des Erzbistums Mainz 31 Pfarreien.
Im Jahr 1492, zur Zeit der Herrschaft von Johann VI. von Salm (1470–1499) und zeitgleich mit der Meisenheimer Schlosskirche, wurde eine spätgotische Kirche mit Langhaus und Chor errichtet.
1555, circa 16 Jahre nach der Hochzeit mit seiner aus dem schon 1522 zum Protestantismus übergetretenen Haus Oettingen-Oettingen stammenden Gemahlin Maria Aegyptiaca, führte Philipp Franz von Salm-Dhaun-Neufville (1518–1561) mit der Geburt seines vierten Sohnes Johann Christoph unter Erbteilung in seiner Herrschaft Grumbach und damit in Münsterappel die Reformation ein. Das Kloster wurde aufgelöst und die Kirche (bis 1697) als Simultaneum für Lutheraner und Katholiken eingerichtet, während sich die Landesherren in der Folge die Liegenschaften des Klosters aneigneten.